# Nowy Modlin (gromada)
Nowy Modlin (do 30 XII 1961 Modlin Stary; od 1 I 1969 Kosewo) – dawna gromada, czyli najmniejsza jednostka podziału terytorialnego Polskiej Rzeczypospolitej Ludowej w latach 1954–1972.
Gromady, z gromadzkimi radami narodowymi (GRN) jako organami władzy najniższego stopnia na wsi, funkcjonowały od reformy reorganizującej administrację wiejską przeprowadzonej jesienią 1954 do momentu ich zniesienia z dniem 1 stycznia 1973, tym samym wypierając organizację gminną w latach 1954–1972.
Gromadę Nowy Modlin z siedzibą GRN w Nowym Modlinie utworzono 31 grudnia 1961 w powiecie nowodworskim w woj. warszawskim w związku z przeniesieniem siedziby GRN gromady Modlin Stary ze Starego Modlina do Nowego Modlina i zmianą nazwy jednostki na gromada Nowy Modlin; równocześnie, do nowo utworzonej gromady Nowy Modlin włączono obszar zniesionej gromady Błędówko w tymże powiecie.
1 stycznia 1969 gromadę Nowy Modlin zniesiono, przenosząc siedzibę GRN z Nowego Modlina do Kosewa i zmieniając nazwę jednostki na gromada Kosewo.